# Vinicio Espinal
Vinicio Edwards Espinal Marte (Santo Domingo, 14 novembre 1982) è un allenatore di calcio ed ex calciatore dominicano, con passaporto italiano, di ruolo centrocampista, tecnico della Giana Erminio.

## Biografia
Vissuto fin da bambino in Italia, ha un fratello gemello, José Espinal, anch'egli calciatore professionista. Possiede il passaporto italiano.

## Carriera

### Giocatore

#### Club
Dopo essere cresciuto tra le file dell'Atalanta, debutta in prima squadra il 3 marzo 2000, in Pescara-Atalanta (0-1), partita valida per il campionato di Serie B.
L'anno successivo riesce ad esordire in Serie A, non riuscendo però a ritagliarsi spazi importanti, come testimoniano le 8 presenze complessivamente accumulate nell'arco di due campionati.
Trascorre gran parte della sua carriera nelle categorie inferiori: Serie C con Taranto, Palazzolo, Monza, Crotone e Portogruaro-Summaga. Con queste ultime due società disputa anche il campionato di Serie B. Nell'agosto 2011 Vinicio Espinal si trasferisce alla Pro Vercelli in Prima Divisione; a fine stagione ottiene la promozione in Serie B in seguito alla vittoria dei play-off contro il Carpi. A gennaio 2013 viene ceduto a titolo definitivo al Benevento, in Prima Divisione. Viene riconfermato nella rosa della squadra giallorossa anche per la stagione 2013-2014, sempre in Prima Divisione. Seguono quindi brevi parentesi, sempre in Lega Pro, al Venezia ed alla Paganese, finché a dicembre 2015 viene annunciato il suo ingaggio da parte del Lecco, in Serie D, con cui disputa sei gare conquistando la finale playoff vinta contro il Ciliverghe Mazzano. 
Dopo la breve parentesi sulle rive del Lario, si accasa al Pontisola dove colleziona 49 presenze e due reti con la maglia dei bergamaschi che si qualificano ai playoff venendo comunque eliminati prematuramente.
Dopo un anno e mezzo lascia Ponte San Pietro per trasferirsi alla Virtus Bergamo, sempre in Serie D.

#### Nazionale
Viene convocato per la prima volta nella nazionale dominicana, il 13 giugno 2004 in occasione delle partite per la qualificazioni al mondiale 2006 contro Trinidad e Tobago. Nel 2011 a distanza di 6 anni dalla precedente volta viene nuovamente convocato per alcuni match di qualificazioni al mondiale 2014 rispettivamente contro El Salvador e Suriname. Nel marzo del 2019 dopo 7 anni di distanza, all'età di 37 anni viene convocato nuovamente in nazionale, facendo segnare anche un particolare e curioso record ovvero un giocatore sotto contratto con un club di Serie D che viene convocato in una nazionale maggiore. Nella partita per 3-1 contro Bermuda valida per la qualificazione alla neonata CONCACAF Nations League viene schierato titolare restando in campo per tutti i 90' minuti.

### Allenatore
Il 6 maggio 2021 viene annunciato come nuovo tecnico del Mapello, squadra nella quale già milita come calciatore, in sostituzione dell'esonerato Giuseppe Ceribelli.
Il 15 luglio 2021 viene nominato tecnico in seconda di Alessandro Calori sulla panchina della formazione Primavera della Lazio.
Il 10 giugno del 2022 viene ingaggiato dall'Ospitaletto, formazione militante in Eccellenza.
Nell'estate 2023 assume la guida della Folgore Caratese, in Serie D, venendo però esonerato il 6 ottobre seguente.
Il 1º marzo 2024 subentra all'esonerato Massimiliano Schettino sulla panchina del Gozzano, sempre in Serie D; dopo aver condotto i rossoblù alla salvezza, il 28 maggio lascia l'incarico.
Nell'estate del 2024. assume la guida del Real Calepina, in Serie D. Il 15 maggio 2025, la società comunica l'interruzione del rapporto di collaborazione con il tecnico.
il 24 giugno 2025, Espinal viene annunciato come nuovo allenatore della Giana Erminio, militante in Serie C.

## Statistiche

### Presenze e reti nei club
| Stagione              | Squadra               | Campionato            | Campionato | Campionato | Coppe nazionali | Coppe nazionali | Coppe nazionali | Coppe continentali | Coppe continentali | Coppe continentali | Altre coppe | Altre coppe | Altre coppe | Totale | Totale |
| Stagione              | Squadra               | Comp                  | Pres       | Reti       | Comp            | Pres            | Reti            | Comp               | Pres               | Reti               | Comp        | Pres        | Reti        | Pres   | Reti   |
| --------------------- | --------------------- | --------------------- | ---------- | ---------- | --------------- | --------------- | --------------- | ------------------ | ------------------ | ------------------ | ----------- | ----------- | ----------- | ------ | ------ |
| 1999-2000             | Atalanta              | B                     | 0          | 0          | CI              | 1               | 0               | -                  | -                  | -                  | -           | -           | -           | 1      | 0      |
| 2000-2001             | Atalanta              | A                     | 2          | 0          | CI              | 1               | 0               | -                  | -                  | -                  | -           | -           | -           | 3      | 0      |
| 2001-2002             | Alzano Virescit       | C1                    | 14         | 1          | CI-C            | 4               | 1               | -                  | -                  | -                  | -           | -           | -           | 18     | 2      |
| 2002-gen. 2003        | Atalanta              | A                     | 1          | 0          | CI              | 1               | 0               | -                  | -                  | -                  | -           | -           | -           | 2      | 0      |
| Totale Atalanta       | Totale Atalanta       | Totale Atalanta       | 3          | 0          |                 | 3               | 0               |                    | -                  | -                  |             | -           | -           | 6      | 0      |
| gen.-giu. 2003        | Taranto               | C1                    | 1          | 0          | CI-C            | -               | -               | -                  | -                  | -                  | -           | -           | -           | 1      | 0      |
| 2003-2004             | Palazzolo             | C2                    | 28         | 3          | -               | -               | -               | -                  | -                  | -                  | -           | -           | -           | 28     | 3      |
| 2004-2005             | Monza                 | C2                    | 31+2       | 4          | CI-C            | 2               | 0               | -                  | -                  | -                  | -           | -           | -           | 35     | 4      |
| 2005-2006             | Monza                 | C1                    | 34+4       | 7          | CI+CI-C         | 2+0             | 0               | -                  | -                  | -                  | -           | -           | -           | 40     | 7      |
| 2006-gen. 2007        | Monza                 | C1                    | 16         | 1          | CI+CI-C         | 2+1             | 0+1             | -                  | -                  | -                  | -           | -           | -           | 19     | 2      |
| Totale Monza          | Totale Monza          | Totale Monza          | 81+6       | 12         |                 | 7               | 1               |                    | -                  | -                  |             | -           | -           | 94     | 13     |
| gen.-giu. 2007        | Crotone               | B                     | 18         | 4          | CI              | -               | -               | -                  | -                  | -                  | -           | -           | -           | 18     | 4      |
| 2007-2008             | Crotone               | C1                    | 27+2       | 3          | CI-C            | 2               | 0               | -                  | -                  | -                  | -           | -           | -           | 31     | 3      |
| 2008-gen. 2009        | Crotone               | 1D                    | 14         | 4          | CI+CI-LP        | 1+1             | 0               | -                  | -                  | -                  | -           | -           | -           | 16     | 4      |
| Totale Crotone        | Totale Crotone        | Totale Crotone        | 59+2       | 11         |                 | 4               | 0               |                    | -                  | -                  |             | -           | -           | 65     | 11     |
| gen.-giu. 2009        | Portogruaro-Summaga   | 1D                    | 15         | 0          | CI+CI-LP        | -               | -               | -                  | -                  | -                  | -           | -           | -           | 15     | 0      |
| 2009-2010             | Portogruaro-Summaga   | 1D                    | 27         | 3          | CI-LP           | 0               | 0               | -                  | -                  | -                  | SL-PD       | 1           | 0           | 28     | 3      |
| 2010-2011             | Portogruaro-Summaga   | B                     | 30         | 0          | CI              | 1               | 0               | -                  | -                  | -                  | -           | -           | -           | 31     | 0      |
| Totale Portogruaro    | Totale Portogruaro    | Totale Portogruaro    | 72         | 3          |                 | 1               | 0               |                    | -                  | -                  |             | 1           | 0           | 74     | 3      |
| 2011-2012             | Pro Vercelli          | 1D                    | 24+4       | 2+2        | CI-LP           | 4               | 0               | -                  | -                  | -                  | -           | -           | -           | 32     | 4      |
| 2012-gen. 2013        | Pro Vercelli          | B                     | 22         | 0          | CI              | 1               | 0               | -                  | -                  | -                  | -           | -           | -           | 23     | 0      |
| Totale Pro Vercelli   | Totale Pro Vercelli   | Totale Pro Vercelli   | 46+4       | 2+2        |                 | 5               | 0               |                    | -                  | -                  |             | -           | -           | 55     | 4      |
| gen.-giu. 2013        | Benevento             | 1D                    | 7          | 0          | CI+CI-LP        | -               | -               | -                  | -                  | -                  | -           | -           | -           | 7      | 0      |
| 2013-2014             | Benevento             | 1D                    | 18         | 0          | CI+CI-LP        | 3+1             | 0               | -                  | -                  | -                  | -           | -           | -           | 22     | 0      |
| Totale Benevento      | Totale Benevento      | Totale Benevento      | 25         | 0          |                 | 4               | 0               |                    | -                  | -                  |             | -           | -           | 29     | 0      |
| 2014-2015             | Venezia               | LP                    | 18         | 0          | CI+CI-LP        | 2+0             | 0               | -                  | -                  | -                  | -           | -           | -           | 20     | 0      |
| 2015-gen. 2016        | Lecco                 | D                     | 6          | 0          | CI+CI-D         | 0+1             | 0               | -                  | -                  | -                  | -           | -           | -           | 7      | 0      |
| gen.-giu. 2016        | Pontisola             | D                     | 18+1       | 2          | CI-D            | -               | -               | -                  | -                  | -                  | -           | -           | -           | 19     | 2      |
| 2016-2017             | Pontisola             | D                     | 31         | 0          | CI-D            | 1               | 0               | -                  | -                  | -                  | -           | -           | -           | 32     | 0      |
| Totale Pontisola      | Totale Pontisola      | Totale Pontisola      | 49+1       | 2          |                 | 1               | 0               |                    | -                  | -                  |             | -           | -           | 51     | 2      |
| 2017-2018             | Virtus Bergamo        | D                     | 32         | 3          | CI-D            | 1               | 0               | -                  | -                  | -                  | -           | -           | -           | 33     | 3      |
| 2018-2019             | Virtus Bergamo        | D                     | 24         | 3          | CI-D            | 1               | 0               | -                  | -                  | -                  | -           | -           | -           | 25     | 3      |
| 2019-2020             | Virtus Bergamo        | D                     | 26         | 5          | CI-D            | 1               | 0               | -                  | -                  | -                  | -           | -           | -           | 27     | 5      |
| Totale Virtus Bergamo | Totale Virtus Bergamo | Totale Virtus Bergamo | 82         | 11         |                 | 3               | 0               |                    | -                  | -                  |             | -           | -           | 85     | 11     |
| Totale carriera       | Totale carriera       | Totale carriera       | 484+13     | 45+2       |                 | 35              | 2               |                    | -                  | -                  |             | 1           | 0           | 533    | 49     |

### Cronologia presenze e reti in nazionale
| Cronologia completa delle presenze e delle reti in nazionale ― Rep. Dominicana | Cronologia completa delle presenze e delle reti in nazionale ― Rep. Dominicana | Cronologia completa delle presenze e delle reti in nazionale ― Rep. Dominicana | Cronologia completa delle presenze e delle reti in nazionale ― Rep. Dominicana | Cronologia completa delle presenze e delle reti in nazionale ― Rep. Dominicana | Cronologia completa delle presenze e delle reti in nazionale ― Rep. Dominicana | Cronologia completa delle presenze e delle reti in nazionale ― Rep. Dominicana | Cronologia completa delle presenze e delle reti in nazionale ― Rep. Dominicana |
| Data                                                                           | Città                                                                          | In casa                                                                        | Risultato                                                                      | Ospiti                                                                         | Competizione                                                                   | Reti                                                                           | Note                                                                           |
| ------------------------------------------------------------------------------ | ------------------------------------------------------------------------------ | ------------------------------------------------------------------------------ | ------------------------------------------------------------------------------ | ------------------------------------------------------------------------------ | ------------------------------------------------------------------------------ | ------------------------------------------------------------------------------ | ------------------------------------------------------------------------------ |
| 13-6-2004                                                                      | Santo Domingo                                                                  | Rep. Dominicana                                                                | 0 – 2                                                                          | Trinidad e Tobago                                                              | Qual. Mondiali 2006                                                            | -                                                                              | 50’                                                                            |
| 20-6-2004                                                                      | San Fernando                                                                   | Trinidad e Tobago                                                              | 4 – 0                                                                          | Rep. Dominicana                                                                | Qual. Mondiali 2006                                                            | -                                                                              |                                                                                |
| 3-9-2011                                                                       | San Salvador                                                                   | El Salvador                                                                    | 3 – 2                                                                          | Rep. Dominicana                                                                | Qual. Mondiali 2014                                                            | -                                                                              |                                                                                |
| 6-9-2011                                                                       | San Cristóbal                                                                  | Rep. Dominicana                                                                | 1 – 1                                                                          | Suriname                                                                       | Qual. Mondiali 2014                                                            | -                                                                              |                                                                                |
| 24-3-2019                                                                      | Santiago de los Caballeros                                                     | Rep. Dominicana                                                                | 1 – 3                                                                          | Bermuda                                                                        | CONCACAF Nations League 2019-2020 - Qualificazioni                             | -                                                                              |                                                                                |
| Totale                                                                         |                                                                                | Presenze                                                                       | 5                                                                              |                                                                                | Reti                                                                           | 0                                                                              |                                                                                |

### Statistiche da allenatore
Statistiche aggiornate al 27 aprile 2025. 
| Stagione        | Squadra          | Campionato      | Campionato | Campionato | Campionato | Campionato | Coppe nazionali | Coppe nazionali | Coppe nazionali | Coppe nazionali | Coppe nazionali | Coppe continentali | Coppe continentali | Coppe continentali | Coppe continentali | Coppe continentali | Altre coppe | Altre coppe | Altre coppe | Altre coppe | Altre coppe | Totale | Totale | Totale | Totale | % Vittorie | Piazzamento |
| Stagione        | Squadra          | Comp            | G          | V          | N          | P          | Comp            | G               | V               | N               | P               | Comp               | G                  | V                  | N                  | P                  | Comp        | G           | V           | N           | P           | G      | V      | N      | P      | %          | Piazzamento |
| --------------- | ---------------- | --------------- | ---------- | ---------- | ---------- | ---------- | --------------- | --------------- | --------------- | --------------- | --------------- | ------------------ | ------------------ | ------------------ | ------------------ | ------------------ | ----------- | ----------- | ----------- | ----------- | ----------- | ------ | ------ | ------ | ------ | ---------- | ----------- |
| 2022-2023       | Ospitaletto      | Ecc.            | 34+1       | 15         | 11         | 8+1        | CI-Ecc.         | 2               | 1               | 1               | 0               | -                  | -                  | -                  | -                  | -                  | -           | -           | -           | -           | -           | 36     | 16     | 12     | 9      | 44,44      | 5º          |
| lug.-ott. 2023  | Folgore Caratese | D               | 6          | 2          | 3          | 1          | CI-D            | 1               | 0               | 0               | 1               | -                  | -                  | -                  | -                  | -                  | -           | -           | -           | -           | -           | 7      | 2      | 3      | 2      | 28,57      | Eson.       |
| mar.-giu. 2024  | Gozzano          | D               | 10         | 3          | 4          | 3          | CI-D            | -               | -               | -               | -               | -                  | -                  | -                  | -                  | -                  | -           | -           | -           | -           | -           | 10     | 3      | 4      | 3      | 30,00      | Sub., 12º   |
| 2024-2025       | Real Calepina    | D               | 38         | 15         | 10         | 13         | CI-D            | 3               | 2               | 0               | 1               | -                  | -                  | -                  | -                  | -                  | -           | -           | -           | -           | -           | 41     | 17     | 10     | 14     | 41,46      | 9º          |
| 2025-2026       | Giana Erminio    | C               | 0          | 0          | 0          | 0          | CI-C            | 1               | 0               | 0               | 1               | -                  | -                  | -                  | -                  | -                  | -           | -           | -           | -           | -           | 1      | 0      | 0      | 1      | &0,00      | in corso    |
| Totale carriera | Totale carriera  | Totale carriera | 89         | 35         | 28         | 26         |                 | 7               | 3               | 1               | 3               |                    | -                  | -                  | -                  | -                  |             | -           | -           | -           | -           | 96     | 38     | 29     | 29     | 39,58      |             |

## Palmarès

### Club

#### Competizioni giovanili
- Coppa Italia Primavera: 1

Atalanta: 1999-2000

#### Competizioni nazionali
- Lega Pro Prima Divisione: 1

Portogruaro-Summaga: 2009-2010